# Aeroportul Anatom
Aeroportul Anatom (IATA: AUY, ICAO: NVVA) este un aeroport din Vanuatu ce deservește zona Aneityum⁠(d). A fost numit după zona deservită.
Situat la o altitudine de 6 m, aeroportul dispune de o singură pistă.